# Segelfluggelände Hangensteiner Hof

i7
i11
i13
Das Segelfluggelände Hangensteiner Hof liegt in der Stadt Mühlacker im Enzkreis in Baden-Württemberg, etwa 2 km südwestlich des Zentrums von Mühlacker.

## Flugbetrieb
Das Segelfluggelände ist mit einer 530 m langen und 30 m breiten Start- und Landebahn aus Gras (Richtung 07/25) ausgestattet. Es besitzt eine Betriebszulassung für Segelflugzeuge (auch mit Hilfsantrieb), Motorsegler, Luftsportgeräte und Motorflugzeuge zum bestimmungsgemäßen Schleppen von Segelflugzeugen oder Motorseglern. Als Startarten sind Eigenstart, Flugzeugschleppstart und Windenstart zugelassen. Starts und Landungen von platzfremden Luftfahrzeugen bedürfen der vorherigen Zustimmung des Platzhalters (PPR). Der Halter und Betreiber des Segelfluggeländes ist der Flugsportclub Mühlacker und Umgebung e. V.